# 王衮 (嘉靖进士)
王衮（1491年—？年），字廷瞻，號屏山，四川顺庆府广安州人，民籍。

## 生平
治《詩經》，由國子生中式四川鄉試第五十三名舉人，年三十三歲中式嘉靖二年（1523年）癸未科會試第一百二十七名，第三甲第二百六十二名進士。初授行人，嘉靖七年（1528年）十一月选授湖广道試御史，八年五月實授监察御史，十二年三月以奏疏不敬夺俸三月。出任直隶广平府知府，升河南按察司副使。诰授中宪大夫。

## 家族
曾祖王瑄。祖王吉，训导。父王伯相。母金氏。重庆下，兄臣（听选官）、冠、黻、弟鎰、欽、藻、華、蕡、葵。